# 上野耕路
上野 耕路（うえの こうじ、男性、1960年2月1日 - ）は、日本の作曲家、編曲家、抽象画家。日本大学藝術学部非常勤講師［映画音楽］。弟は多摩美術大学非常勤講師で美術家、音曲師の上野茂都。

## 来歴
千葉県千葉市出身。千葉県立千葉高等学校を経て、1978年に日本大学藝術学部音楽科作曲コース入学。伊福部昭の東宝怪獣映画音楽の再録アルバム「オスティナート」収録時、楽譜の採譜をきっかけに、伊福部昭から記譜法の指導、作曲上の指導を受ける。
同校在学中に、久保田慎吾がボーカルの「8 1/2」に参加。1979年、少年ホームランズと「8 1/2」が合体してハルメンズが結成。
1982年、細野晴臣・高橋幸宏をプロデューサーとする「YENレーベル」創設。所属アーティストとして､戸川純・太田螢一と音楽ユニット『ゲルニカ』を結成。
その他、映画『ウンタマギルー』のサウンドトラック、『子猫物語』『王立宇宙軍 オネアミスの翼』『ラストエンペラー』などの坂本龍一の映画音楽プロジェクトへの参加、TVアニメ『ファンタジックチルドレン』の音楽も担当。
1988年、映画『ラスト・エンペラー』で「ゴールデン・グローブ賞」を受賞した際、坂本龍一はトロフィーの”金色の地球儀”を指さして、「上野くんは、ここ持って行ってもいいよね」と上野耕路の功績を賞賛。ベルナルド・ベルトリッチ監督から、急遽映画音楽担当の依頼を受けた坂本龍一。一週間しかないタイトなスケジュールを乗り越えるために、坂本龍一は全幅の信頼を寄せている上野耕路に協力を依頼。ベルナルド・ベルトリッチ監督は頻繁にフィルムを編集するため、演奏時間が変更されることが多々あった。ふたりはロンドンのピアノもないホテルの部屋で、（当時はコンピュータで計算できない時代だったため）電卓を叩いて「何秒減ったから、辻褄を合わせるためには何小節と何拍」というような計算をして、昼間は録音、夜は書き直す作業を一週間徹夜で繰り返した。
1999年、全音楽譜出版社より『上野耕路 ピアノ作品集』を出版。
2000年より日本大学藝術学部非常勤講師として映画音楽講義の教鞭を執る。
2000年よりジャズのピアノトリオを始める。その後、クインテットを皮切りにビッグバンドにまで編成を拡大。2006年から11人組の音楽グループとしてバンド名を「捏造と贋作」として活動。
2013年、山口情報芸術センターにて、坂本龍一と『THE OPENING LIVE CONCERT』にて共演。ピアノ連弾はまるで仲のいい親子（しかも耕路さんが父）のようだと言われた。
2017年1月からは、「ソシエテ・ノワール」で活動。
2022年12月3日-18日、抽象画家 上野耕路として、東京南青山ビリケンギャラリーで初の絵画展『Koji Ueno The Abstract Painter 』〜彼の音楽の秘密がそこに？開催。　
2024年6月21日、桑原茂一の『Pirate Radio海賊船 』に選曲家として参加。【PireteRadio kojiueno 0621 669】
2024年7月27日-8月18日、THE NORTH FACE STANDARD京都にて、『freedom dictionary』桑原茂一主催『選曲とART：坂本龍一を偲ぶ会』にて、坂本龍一のオリジナルサウンドトラック『Love is the Devil』より「Atelier 」を選曲し、同タイトルの作品を出展。freedom dictionary オリジナルART-Tシャツ 「Atelier（2024）」販売。参加アーティスト：伊藤桂司　ミック・イタヤ　谷田一郎　上野耕路　植田工　上出惠悟　ヒロ杉山　河村康輔　桑原茂一。
2024年10月3日、ライブハウス  月見ル君想フ 20周年記念-メビウスの帯クラインの壺にて、上野耕路ソロ『ポリスタイル』公演。抽象画家 上野耕路 作品をステージで映像化。同時公演：今堀恒雄ソロ『曲げがち』。
2024年11月20日、ゲルニカ『改造への躍動〜超特別拡大版』LP（2枚組）再販売。役者／歌手の戸川純、元 8½ ～ハルメンズの上野耕路、イラストレーター／作詞家の太田螢一によって結成されたレトロ歌謡テクノポップ・ユニット、ゲルニカが、細野晴臣プロデュースの下、1982年アルファ／YENレーベルからリリースした衝撃の1stアルバム。 YENレーベルに残された全発表音源を追加して2016年CD発売した〝特別拡大版〟を、メンバー太田螢一のアートディレクションにより新たなアートワークを付加して、2枚組アナログLP〝超特別拡大版〟として発売する。アルファミュージック設立55周年を祝うプロジェクト〝ALFA55〟参加商品。
2024年11月20日、YENレーベル（細野晴臣）から『ゲルニカ』のデビューを打診されたと同時に､YMO 「’81ウィンターライブ」に参加するよう依頼があった「幻のYMOツアー参加」について､ゲルニカ『改造への躍動〜超特別拡大版〜』2LP発売記念 上野耕路独占インタビュー公開。
2025年4月1日、桑原茂一 編集発行 freedom dictionary 223号にて、抽象画 "One Verse Poet" (2025) 発表。作品について「僕は様々な事物の見方に新たな視点を提供してくれるのでポエティックな表現に敬意を払うようにしている。とはいえ、僕は歌詞を書くことがてきない。しかし曲やアルバムや絵のタイトルは一行だけの詩だ。つまり僕は一行詩人"One Verse Poet"である」と語る。
2025年4月4日、桑原茂一の『Pirate Radio海賊船 』に選曲家として参加。【Pirate Radio kojiueno 0404 695】
2025年6月1日、桑原茂一 編集発行 freedom dictionary 号にて、抽象画 “The Eighteenth Century”(2024)発表。
2025年7月4日、桑原茂一の『pirate Radio 海賊船』に選曲家として、三度目の参加。【Pirate Radio kojiueno “make love not war”0704707】
2025年7月5日-21日　南青山ビリケンギャラリーにて、Koji Ueno：“Dialogue” bitween Composer and Painter「作曲家と画家の会話」開催。12日・19日ギャラリーミニライブ開催。

## 代表作MECHANISM OF VISION（NINO ROTAの自画像[JERRY GOLDSMITHもそこにいる]）
- - 『ザ・リターン・オブ・ビデオ・ゲーム・ミュージック』収録
- 銀輪は唄う（ゲルニカ時代の代表曲の一つ）
- キユーピー「たらこパスタソース」の音楽（キグルミ『たらこ・たらこ・たらこ』としてCD発売）
- 1985 「Music For Silent Movies」
- 1986 映画「子猫物語」音楽担当 (坂本龍一・野見祐二・渡辺蕗子との共作)
- 1987
  - 映画「王立宇宙軍 オネアミスの翼」音楽担当（坂本龍一・野見祐二・窪田晴男との共作）
  - 映画「ラストエンペラー」アレンジ・オーケストレーション
- 1989
  - 映画「帝都大戦」音楽担当
  - 映画「ウンタマギルー」音楽担当、第44回毎日映画コンクール音楽賞、ナント三大陸映画祭音楽賞（仏）
- 1991 「レゼルヴォワール」
- 1992 「アルト・サクソフォン、ピアノ、弦楽のための三章、他」
- 1993
  - 「バレエ組曲」
  - CD-ROM「GADET」音楽担当
- 1998
  - 「Piano Music」（自作自演作品集）
  - 「夢幻琉球・つるヘンリー」サウンドトラック担当
- 1999 「Chamber Music」
- 2004 テレビアニメ「ファンタジックチルドレン」音楽担当[19]
- 2009 映画「ゼロの焦点」音楽担当、第33回日本アカデミー賞優秀音楽賞
- 2012
  - 映画「ヘルタースケルター」音楽担当
  - 映画「のぼうの城」音楽担当、第36回日本アカデミー賞優秀音楽賞
- 2013
  - 映画「俺俺」音楽担当
  - テレビドラマ「変身インタビュアーの憂鬱」音楽担当
  - ソロアルバム「SIRIUS B」
- 2014
  - テレビドラマ「プラトニック」音楽担当
  - テレビアニメ「ナンダカベロニカ」音楽担当
  - 映画「呪怨 終わりの始まり」音楽担当
  - 映画「MIRACLE デビクロくんの恋と魔法」音楽担当
- 2015
  - テレビドラマ「夢を与える」音楽担当（2015年5月開始、WOWOW）
  - 映画「マエストロ!」音楽担当
- 2016 テレビドラマ「逃げる女」音楽担当
- 2017 テレビドラマ「空想大河ドラマ 小田信夫」音楽担当
- 2018
  - 映画「去年の冬、きみと別れ」音楽担当
  - 映画「音量を上げろタコ!なに歌ってんのか全然わかんねぇんだよ!!」音楽担当
- 2019
  - 映画「葬式の名人」音楽担当
  - 映画「最高の人生の見つけ方」音楽担当
- 2020
  - 映画「水上のフライト」音楽担当
  - テレビドラマ「こもりびと」音楽担当
- 2022 映画「大怪獣のあとしまつ」音楽担当